# Kim (scheepsromp)

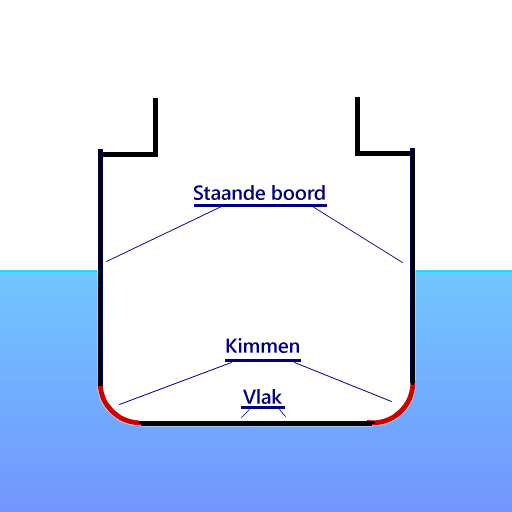
Scheepsromp met de positie van de kimmen

Een kim is het deel van de scheepsromp tussen het vlak en het staande boord (de zijkant) van een schip. 
Of zoals de Maritieme Encyclopedie dit omschrijft:
"Baan in de langsrichting van een scheepsromp waar het staande boord over gaat in het vlak".
Over het algemeen zijn dit ronde hoeken die de zijkant en de onderkant (vlak) van het schip met elkaar verbinden. Sommige schepen hebben zogenaamde vierkante kimmen. Hier zijn de zij- en bodemplaat haaks aan elkaar gelast of geklonken. Dit veroorzaakt bij het rondgaan (zwaaien of keren) wel extra druk op het schip.